# Erholungsheim Arès

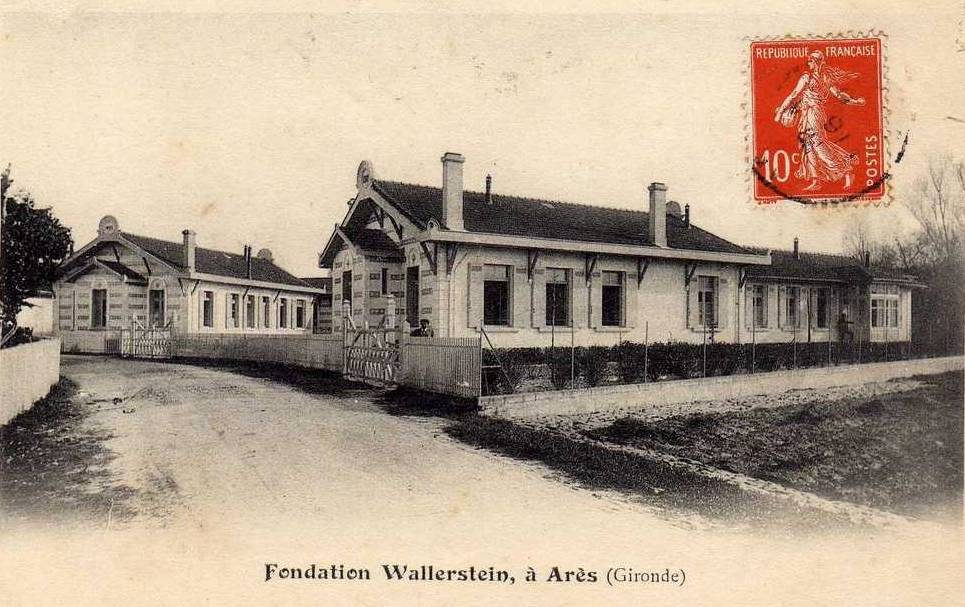
Erholungsheim Arès (Postkarte, um 1900)

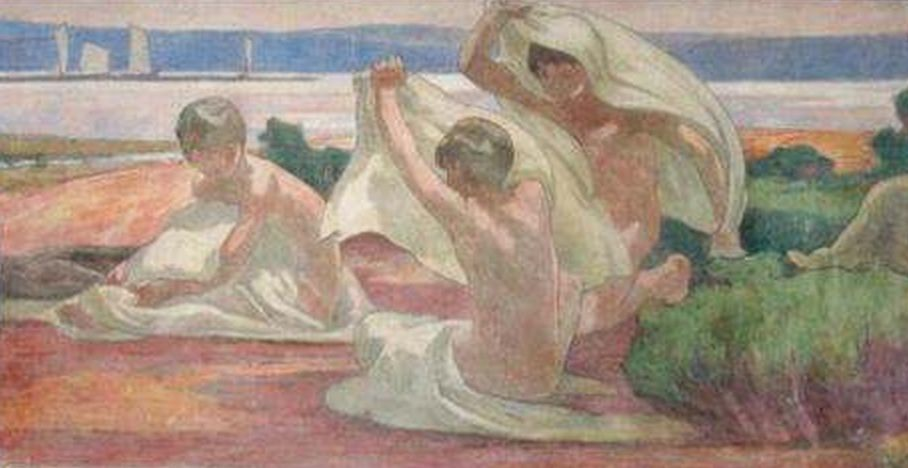
Wandmalerei von Henri-Justin Marret

Das ehemalige  Erholungsheim in Arès, einer französischen Stadt im Département Gironde in der Region Nouvelle-Aquitaine, wurde 1912/13 errichtet und in den folgenden Jahren erweitert. Im Jahr 2000 wurde das Erholungsheim als Monument historique in die Liste der Baudenkmäler in Frankreich aufgenommen.
Die Anlage am Bassin d’Arcachon wurde nach Plänen der Architekten Emmanuel Gonse und Charles Duval für die Stiftung von Sophie Wallerstein (1853–1947), der Tochter des Bankiers Léopold Javal, errichtet. Das Erholungsheim diente zur Aufnahme von Kindern, die an Tuberkulose erkrankt waren. 
Die Kapelle und der Speisesaal wurden mit Wandmalereien des Künstlers Henri-Justin Marret geschmückt.
Seit 1981 steht das Bauensemble leer.